# НЛО TV
НЛО TV — бывший украинский молодёжный телеканал. Целевая аудитория — 14-35 лет.
Вещание осуществлялось в сети Т2, в третьем мультиплексе, что обеспечивало ему 80 % эфирного покрытия.
НЛО TV входило в состав медиахолдинга «Медиа Группа Украина», акционером которой являлся «Систем Кэпитал Менеджмент».

## История
О появлении телеканала стало известно ещё в 2011 году, когда шёл прием заявок на свободные места в цифровых мультиплексах. Кандидатами на места от «Медиа Группы Украина» были каналы «Украина», «Киноточка» (ныне «Индиго TV»), «НЛО TV», «Новости», «Спорт» (последние два так и не были запущены).
Телеканал появился в эфире украинского телевидения 7 февраля 2012 года в эфирной цифре T2, в третьем мультиплексе. Вещание также осуществлялось в сетях кабельных операторов цифрового и аналогового телевидения, а также сигнал канала был доступен на обычный ресивер с эмулятором со спутника Astra 4A (частота 12130 с кодированием BISS).
15 декабря 2012 года НЛО-ТБ сменил название на НЛО ТВ.
В 2016 году рейтинг телеканала достиг 0,29 %, а доля — 2,20 %. Сравнивая с 2015 годом, НЛО TV увеличил долю на 14 %, а рейтинг — на 12 %.
В 2017 году доля НЛО TV составила 1,43 % с рейтингом 0,21 % (данные Индустриального Телевизионного Комитета, аудитория 18-54 города 50 тыс. +, 12-е место среди украинских каналов).

## Сетка вещания

### Программы
- «Файна Юкрайна»

### Сериалы
- «C.S.I.: Место преступления Нью-Йорк»
- «C.S.I.: Место преступления Майами»
- «Теория большого взрыва»
- «Касл»
- «Друзья»
- «Морская полиция: Спецотдел»
- «Гавайи 5.0»
- «Во тьме» (укр. Назустріч пітьмі)

#### Архивные сериалы
- «Гримм»
- «НЕZЛОБ»
- «СашаТаня»
- «Физрук»
- «Интерны»
- «Люди Альфа»
- «Пятая стража»
- «Закрытая школа»
- «Дракула»
- «Бруклин 9-9»
- «Время привидений»
- «Comedy Баттл»
- «Stand Up»
- «Наша Russia»
- «Убойной ночи»
- «Парадокс»
- «Универ»
- «Числа»
- «Орвилл»
- «Зачарованные»
- «Спецназ города ангелов» (2017)
- «Частный детектив Магнум» (2018)
- «Новичок» (2018)

### Собственное производство

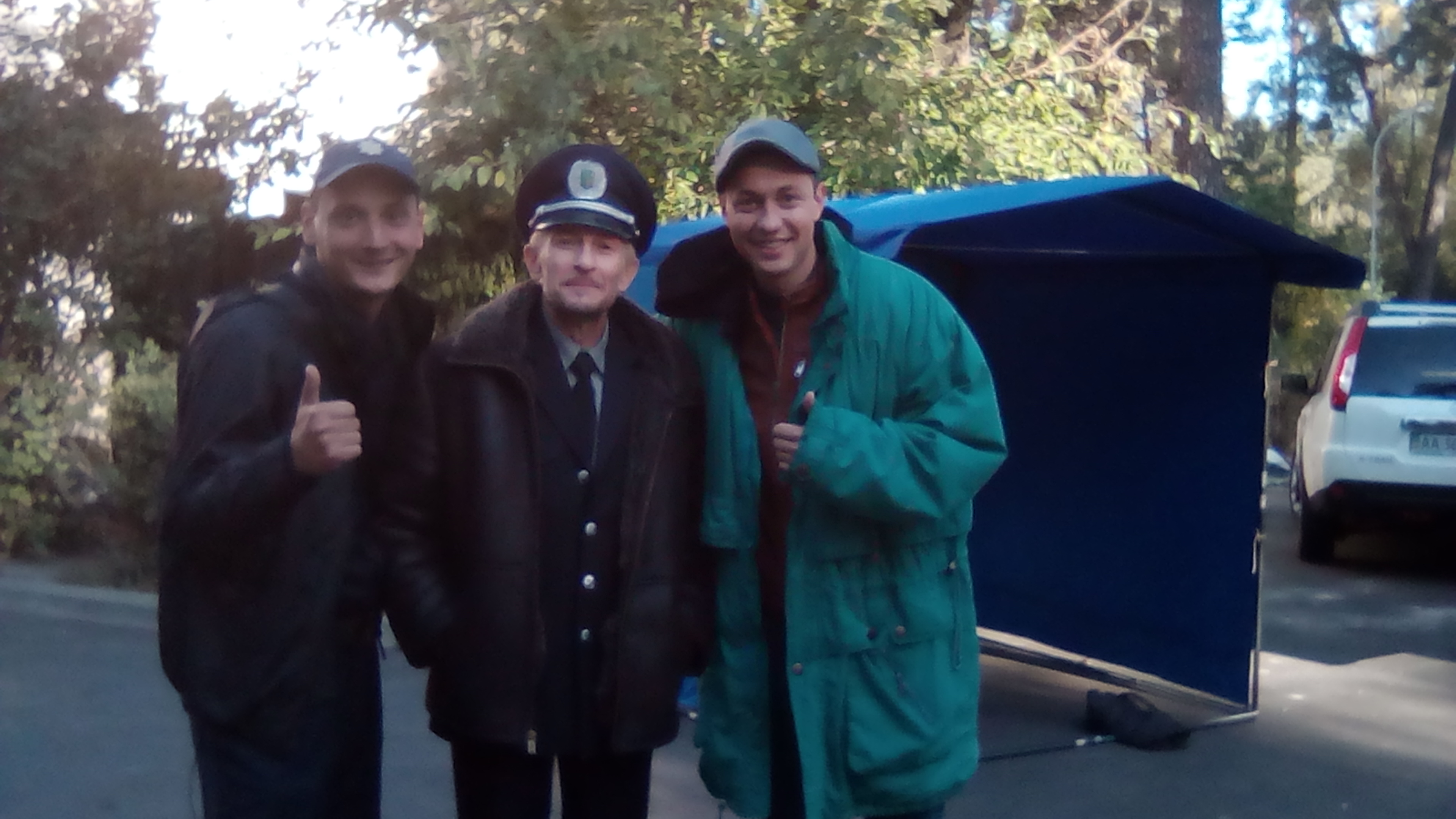
Актеры сериала Дефективы

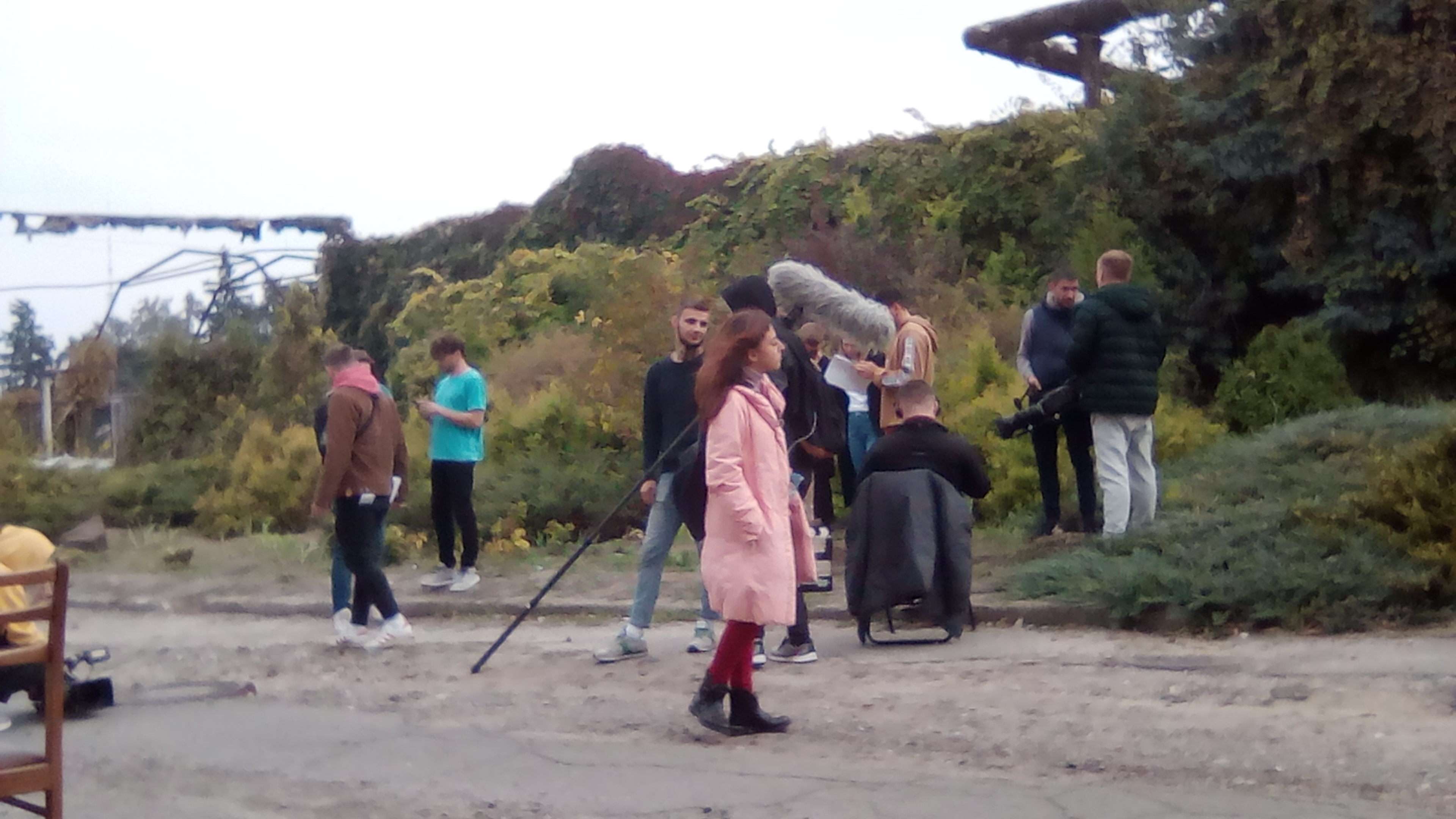
Съёмки сериала Громада

- «Мамахохотала-шоу» (с 2012)
- «Как закалялся стайл»
- «Как закалялся стайл 2»
- «Сышышь Шоу» (2014—2015)
- «Сышышь Шоу. Бар» (2016)
- «Дефективы» (2018—2020)[6]
- «Онлайн»
- «Онлайн 2.0»
- «Онлайн. Вне сети»
- «Онлайн 4.0»
- «Онлайн 5.0»
- «Маслюки»
- «Города»
- «Раздолбаи»
- «На всех парах»
- «Высотка»
- «Моя первая тачка»
- «Кураторы»
- «Четыре мачо и удача»
- «Козырная машрутка»
- «Про КИНО на НЛО»
- «Чистоплюи»
- «Еврочекин»
- «Американский чекин»
- «Пробуддись»
- «Отчаянные»
- «Люмпен шоу»
- «Спокойной ночи, днище»
- «ТРОLOLO»
- «Суперкопы»
- «ОТТАК МАСТАК!»
- «Латиноамериканский check-in»
- «Без галстука» (укр. Без краватки)
- «4 комнаты»[7]
- «Азиатский check-in»
- «Заряженные»
- «Северный check-in»
- «Средиземноморский check-in»
- «Check-in. Украина»
- «Громада»
- «Скорая» (с 2019)
- «Экстрасенс»

### Мультсериалы
- «Гарфилд и его друзья»
- «Приключения Вуди и его друзей»
- «Охотники на драконов»
- «Атомный лес»[8]
- «Пыхчево»[9]
- «Южный парк»[10]
- «Симпсоны»[11]
- «Гриффины»[12]
- «Футурама»[13]
- «Алладин»
- «Чип и Дейл спешат на помощь» (укр. Чіп і Дейл — бурундучки-рятівнички)
- «Утиные истории»
- «Утиные истории (2017)»
- «Микки Маус» (короткометражки)
- «Звёздные войны: Повстанцы»
- «Человек-паук» (2017)
- «Стражи Галактики»
- «Звёздные войны: Сопротивление»
- «Чортовыйки»
- «Опасная зона»
- «Американский папаша!»
- «Чёрный Плащ» (укр. Темний плащ)

## Награды
НЛО TV был удостоен звания лучшего развлекательного телеканала 2013 года. Эти результаты были оглашены во время церемонии награждения пятой ежегодной Премии в сфере ТВ и телекоммуникаций «Media & Sat Leaders». В номинации «Лучший развлекательный канал» номиновалось 11 телеканалов. Путём голосования на сайте, зрители сами выбирали лучший телеканал. Согласно этим результатам, премию вручили телеканалу НЛО TV.

## Вещание
Вещание осуществлялось в цифровой эфирной сети DVB-Т2, в третьем мультиплексе. Также сигнал канала был доступен на ресивер провайдера спутникового телевидение XtraTV/Viasat с эмулятором со спутника Astra 4A. Кроме того, канал был доступен во множестве кабельных сетях Украины.